# بوابة دمشق (مطعم)
مطعم بوابة دمشق هو مطعم يقع في محافظة ريف دمشق في سوريا افتتح في عام 2002. وقد دخل هذا المطعم موسوعة جينيس للأرقام القياسية كأكبر مطعم في العالم حيث أنه يتسع ل 6014 زبوناً في وقت واحد وهو ليس مطعم عادي بل منتزه. وقد كان يحمل هذا اللقلب من قبله مطعم تايلندي في بانكوك يتسع لـ 5000 زبون بفارق 1014 كرسي.
وتشغل مساحة المطعم ما يقارب (54000 مترا مربعا) ومساحة المطبخ الكبير (2500 مترا مربعا). لو نظرنا وتمعنا في هذه المساحة الشاسعة لعرفنا أن هناك ما لا يقل عن الفي موظف يقومون بخدمة الضيوف ويقدمون الأفضل في كل ثانية من عملهم لما يقارب (6014) زائرا وهو عدد كراسي المطعم، مع العلم أن المطعم يمتنع دوما عن تقديم المشروبات الروحية ويكتفي بتقديم العصائر والألبان والمثلجات والفواكه الطازجة.

## أقسام المطعم
القسم الأول: في بداية مطعم زنوبيا وهو «القسم الشرقي» متمثلا بنائب المدير العام لشؤون المجموعات السياحية، حيث يقدم المشاوي العربية المذبوحة بالطريقة الإسلامية الصحيحة والمتبلات الدمشقية والسلطات على أنواعها وأطباق أخرى مختلفة وعديدة تشهي الناظر إليها. وهناك اللوحات الجدارية الملتفة حولك، كل لوحة منها تجعلك تعيش مع فصل من فصول السنة.
القسم الثاني: وهو الساحة الخارجية للمطعم، وهي مجهزة بالمقاعد ومفارش الطاولات، ناهيك عن الزهور التي تكاد تنطق وتحدثك عن جمال وسحر هذا المطعم وكل أصيص منها يلبس حلة زاهية الألوان سبحان الخالق الذي أبدع ورسم، وضعت بتناسق لتعطيك لوحات جمالية منها الصاعد ومنها المتدلي وكأنه أقمار مرصوصة من اللون الزهري إلى البنفسجي إلى الأبيض إلى البرتقالي البراق... جمال وتناسق يسحر اللب ويريح العين... والبحيرات التي تشغل مساحة رائعة تتراقص مياهها على أنغام تنبعث منها عند تدفقها بغزارة تشتهي نفسك لو أنك تتقدم لتروي عطشك من مائها الرقراق الصافي... ويلفت انتباهك عدداً كبيراً من التماثيل والمنحوتات الحجرية المتواجدة إما ضمن البحيرات أو منفردة تمثل لوحة جميلة... وما يبهر نظرك أيضا هذه المنحوتات والجدران الصخرية الآخذة أشكال عدة والتي تحمل اللون الترابي المحمر كأنها آثار اكتشفت منذ الأزل.
القسم الثالث: وهو المطعم الصيني واستغرق العمل الزخرفي والفني في هذا القسم عامان كاملان، قام برسمه وزخرفته فنانون مختصون في هذا النوع من الزخرفة المذهبة والتي تتشكل بأشكال مختلفة كالتنين والفيلة والقبب الجميلة والزهور على جميع أشكالها مفروشة على الجدران والسقف وبداخل الطاولات والكراسي الباسطة مقعدها لترتاح عليه، وهذا القسم له مطبخه والذي يشغل مساحة لا بأس بها، ويحتوي على جميع الأطعمة الصينية المتنوعة الذيدة الشهية الرائحة والطعم.
القسم الرابع: وهو المطعم الهندي حيث يجد الزائر المأكولات الهندية المتنوعة والتي تحمل رائحة شهية للبهارات الهندية الأصلية، وهذه الأطباق المنتقاة بعناية لتتناسب والمكان المقدمة فيه.
بلغت كلفة بناء مطعم بوابة دمشق حوالي 40 مليون دولار أمريكي وقد افتتح عام 2005م ويعمل به (بالحد الأقصى صيفا) حوالي 1800 موظف للخدمة في كافة أقسام المطعم الذي أستحق عن جدارة تصنيف أكبر مطعم في العالم، يقدم المطعم بشكل رئيسي الأطباق العربية التقليدية وال مأكولات سورية - المأكولات الشامية والمأكولات العالمية وتم إضافة قسمان جديدان له يقدمان الأطباق الصينية والهندية.
يمتلك المطعم عائلة السمان وتبلغ مساحته حوالي 54 دونما. ويتميز طابعه المعماري بواجهة مستوحاة من آثار مدينة تدمر الأثرية السورية في حين أنه يتألف من الداخل من مجموعة من المعالم والنوافير والبرك المائية التي تخللها طاولات للزبائن في الهواء الطلق. كما توجد فيه مجموعة من ألعاب الترفيه للأطفال، إضافة للحدائق والأبنية والتشكيلات الرائعة في ارجاء الوقع الرائع.

## وصلات خارجية
- موقع البي بي سي